# Вистингаузен, Рихард фон
Рихард Магнус Карл фон Вистингаузен (нем. Richard Magnus Karl von Wistinghausen; 20 февраля 1872, Ревель — 1915, Дрезден) — немецкий дирижёр и композитор из балтийских немцев.
Сын Карла Александра фон Вистингаузена (1826—1883), медика и государственного деятеля, президента Эстляндской казённой палаты, и его жены Адельгейд, урождённой графини Стенбок (1849—1922). По материнской линии двоюродный брат писателя Эрика Стенбока.
Окончил рыцарскую соборную школу в Ревеле. С 1896 года работал дирижёром в Позене и Эльберфельде, затем преподавал в Иркутском музыкальном училище, был инспектором музыкального училища в Риге и наконец обосновался в Дрездене, где в 1905 году женился на певице Ванде Хулавской. Опубликовал брошюру «Об основаниях нашего гармонического чувства» (нем. Ueber die Grundlagen unseres harmonischen Empfindens; 1902), ряд камерных сочинений. Преподавал в Дрезденской академии музыки. Эпизодически выступал также как музыкальный критик.
Братья — Райнхольд фон Вистингаузен, медик, президент Эстляндского общества врачей, и Вальтер фон Вистингаузен, журналист, мемуарист и переводчик; сестра — писательница Теофила фон Бодиско.